# سيدا دمير
سيدا دمير (بالتركية: Seda Demir)‏ (من موليد 8 مارس 1983 في إسطنبول) هي ممثلة تلفزيونية وسينمائية تركية. اشتهرت بدورها في المسلسل التلفزيوني الأوراق المتاسقطة.

## روابط خارجية
- سيدا دمير على موقع IMDb (الإنجليزية)
- سيدا دمير على موقع قاعدة بيانات الفيلم (الإنجليزية)